# Liste des titres musicaux numéro un au Royaume-Uni en 1972
Cette page liste les titres classés no 1 des ventes de disques au Royaume-Uni pour l'année 1972 selon The Official Charts Company.
Les classements hebdomadaires sont issus des UK Singles Chart et UK Albums Chart.

## Classement des singles
| №  | Date         | Artiste                    | Titre                                                    | Référence |
| -- | ------------ | -------------------------- | -------------------------------------------------------- | --------- |
| 1  | 2 janvier    | The New Seekers            | I'd Like to Teach the World to Sing (In Perfect Harmony) |           |
| 2  | 9 janvier    | The New Seekers            | I'd Like to Teach the World to Sing (In Perfect Harmony) |           |
| 3  | 16 janvier   | The New Seekers            | I'd Like to Teach the World to Sing (In Perfect Harmony) |           |
| 4  | 23 janvier   | The New Seekers            | I'd Like to Teach the World to Sing (In Perfect Harmony) |           |
| 5  | 30 janvier   | T.Rex                      | Telegram Sam                                             |           |
| 6  | 6 février    | T.Rex                      | Telegram Sam                                             |           |
| 7  | 13 février   | Chicory Tip (en)           | Son of My Father                                         |           |
| 8  | 20 février   | Chicory Tip (en)           | Son of My Father                                         |           |
| 9  | 27 février   | Chicory Tip (en)           | Son of My Father                                         |           |
| 10 | 5 mars       | Nilsson                    | Without You                                              |           |
| 11 | 12 mars      | Nilsson                    | Without You                                              |           |
| 12 | 19 mars      | Nilsson                    | Without You                                              |           |
| 13 | 26 mars      | Nilsson                    | Without You                                              |           |
| 14 | 2 avril      | Nilsson                    | Without You                                              |           |
| 15 | 9 avril      | Royal Scots Dragoon Guards | Amazing Grace                                            |           |
| 16 | 16 avril     | Royal Scots Dragoon Guards | Amazing Grace                                            |           |
| 17 | 23 avril     | Royal Scots Dragoon Guards | Amazing Grace                                            |           |
| 18 | 30 avril     | Royal Scots Dragoon Guards | Amazing Grace                                            |           |
| 19 | 7 mai        | Royal Scots Dragoon Guards | Amazing Grace                                            |           |
| 20 | 14 mai       | T.Rex                      | Metal Guru                                               |           |
| 21 | 21 mai       | T.Rex                      | Metal Guru                                               |           |
| 22 | 28 mai       | T.Rex                      | Metal Guru                                               |           |
| 23 | 4 juin       | T.Rex                      | Metal Guru                                               |           |
| 24 | 11 juin      | Don McLean                 | Vincent                                                  |           |
| 25 | 18 juin      | Don McLean                 | Vincent                                                  |           |
| 26 | 25 juin      | Slade                      | Take Me Back 'Ome                                        |           |
| 27 | 2 juillet    | Donny Osmond               | Puppy Love                                               |           |
| 28 | 9 juillet    | Donny Osmond               | Puppy Love                                               |           |
| 29 | 16 juillet   | Donny Osmond               | Puppy Love                                               |           |
| 30 | 23 juillet   | Donny Osmond               | Puppy Love                                               |           |
| 31 | 30 juillet   | Donny Osmond               | Puppy Love                                               |           |
| 32 | 6 août       | Alice Cooper               | School's Out                                             |           |
| 33 | 13 août      | Alice Cooper               | School's Out                                             |           |
| 34 | 20 août      | Alice Cooper               | School's Out                                             |           |
| 35 | 27 août      | Rod Stewart                | You Wear It Well (en)                                    |           |
| 36 | 3 septembre  | Slade                      | Mama Weer All Crazee Now (en)                            |           |
| 37 | 10 septembre | Slade                      | Mama Weer All Crazee Now (en)                            |           |
| 38 | 17 septembre | Slade                      | Mama Weer All Crazee Now (en)                            |           |
| 39 | 24 septembre | David Cassidy              | How Can I Be Sure                                        |           |
| 40 | 1er octobre  | David Cassidy              | How Can I Be Sure                                        |           |
| 41 | 8 octobre    | Lieutenant Pigeon (en)     | Mouldy Old Dough                                         |           |
| 42 | 15 octobre   | Lieutenant Pigeon (en)     | Mouldy Old Dough                                         |           |
| 43 | 22 octobre   | Lieutenant Pigeon (en)     | Mouldy Old Dough                                         |           |
| 44 | 29 octobre   | Lieutenant Pigeon (en)     | Mouldy Old Dough                                         |           |
| 45 | 5 novembre   | Gilbert O'Sullivan         | Clair                                                    |           |
| 46 | 12 novembre  | Gilbert O'Sullivan         | Clair                                                    |           |
| 47 | 19 novembre  | Chuck Berry                | My Ding-a-Ling                                           |           |
| 48 | 26 novembre  | Chuck Berry                | My Ding-a-Ling                                           |           |
| 49 | 3 décembre   | Chuck Berry                | My Ding-a-Ling                                           |           |
| 50 | 10 décembre  | Chuck Berry                | My Ding-a-Ling                                           |           |
| 51 | 17 décembre  | Little Jimmy Osmond (en)   | Long Haired Lover from Liverpool                         |           |
| 52 | 24 décembre  | Little Jimmy Osmond (en)   | Long Haired Lover from Liverpool                         |           |
| 53 | 31 décembre  | Little Jimmy Osmond (en)   | Long Haired Lover from Liverpool                         |           |

## Classement des albums
| №  | Date         | Artiste                     | Titre | Référence |
| -- | ------------ | --------------------------- | --- | --------- |
| 1  | 2 janvier    | T.Rex                       | Electric Warrior |           |
| 2  | 9 janvier    | T.Rex                       | Electric Warrior |           |
| 3  | 16 janvier   | T.Rex                       | Electric Warrior |           |
| 4  | 23 janvier   | George Harrison and friends | The Concert for Bangladesh |           |
| 5  | 30 janvier   | T.Rex                       | Electric Warrior |           |
| 6  | 6 février    | T.Rex                       | Electric Warrior |           |
| 7  | 13 février   | Neil Reid (en)              | Neil Reid |           |
| 8  | 20 février   | Neil Reid (en)              | Neil Reid |           |
| 9  | 27 février   | Neil Reid (en)              | Neil Reid |           |
| 10 | 5 mars       | Neil Young                  | Harvest |           |
| 11 | 12 mars      | Paul Simon                  | Paul Simon |           |
| 12 | 19 mars      | Lindisfarne                 | Fog on the Tyne |           |
| 13 | 26 mars      | Lindisfarne                 | Fog on the Tyne |           |
| 14 | 2 avril      | Lindisfarne                 | Fog on the Tyne |           |
| 15 | 9 avril      | Lindisfarne                 | Fog on the Tyne |           |
| 16 | 16 avril     | Deep Purple                 | Machine Head |           |
| 17 | 23 avril     | Deep Purple                 | Machine Head |           |
| 18 | 30 avril     | Tyrannosaurus Rex           | Prophets, Seers & Sages: The Angels of the Ages / My People Were Fair and Had Sky in Their Hair... But Now They're Content to Wear Stars on Their Brows |           |
| 19 | 7 mai        | Deep Purple                 | Machine Head |           |
| 20 | 14 mai       | T.Rex                       | Bolan Boogie (en) |           |
| 21 | 21 mai       | T.Rex                       | Bolan Boogie (en) |           |
| 22 | 28 mai       | T.Rex                       | Bolan Boogie (en) |           |
| 23 | 4 juin       | The Rolling Stones          | Exile on Main St. |           |
| 24 | 11 juin      | Compilation                 | 20 Dynamic Hits |           |
| 25 | 18 juin      | Compilation                 | 20 Dynamic Hits |           |
| 26 | 25 juin      | Compilation                 | 20 Dynamic Hits |           |
| 27 | 2 juillet    | Compilation                 | 20 Dynamic Hits |           |
| 28 | 9 juillet    | Compilation                 | 20 Dynamic Hits |           |
| 29 | 16 juillet   | Compilation                 | 20 Dynamic Hits |           |
| 30 | 23 juillet   | Compilation                 | 20 Dynamic Hits |           |
| 31 | 30 juillet   | Compilation                 | 20 Dynamic Hits |           |
| 32 | 6 août       | Compilation                 | 20 Fantastic Hits |           |
| 33 | 13 août      | Compilation                 | 20 Fantastic Hits |           |
| 34 | 20 août      | Compilation                 | 20 Fantastic Hits |           |
| 35 | 27 août      | Compilation                 | 20 Fantastic Hits |           |
| 36 | 3 septembre  | Compilation                 | 20 Fantastic Hits |           |
| 37 | 10 septembre | Rod Stewart                 | Never a Dull Moment |           |
| 38 | 17 septembre | Rod Stewart                 | Never a Dull Moment |           |
| 39 | 24 septembre | Compilation                 | 20 Fantastic Hits |           |
| 40 | 1er octobre  | Compilation                 | 20 All Time Hits of the 50's |           |
| 41 | 8 octobre    | Compilation                 | 20 All Time Hits of the 50's |           |
| 42 | 15 octobre   | Compilation                 | 20 All Time Hits of the 50's |           |
| 43 | 22 octobre   | Compilation                 | 20 All Time Hits of the 50's |           |
| 44 | 29 octobre   | Compilation                 | 20 All Time Hits of the 50's |           |
| 45 | 5 novembre   | Compilation                 | 20 All Time Hits of the 50's |           |
| 46 | 12 novembre  | Compilation                 | 20 All Time Hits of the 50's |           |
| 47 | 19 novembre  | Compilation                 | 20 All Time Hits of the 50's |           |
| 48 | 26 novembre  | Compilation                 | 25 Rockin' and Rollin' Greats |           |
| 49 | 3 décembre   | Compilation                 | 25 Rockin' and Rollin' Greats |           |
| 50 | 10 décembre  | Compilation                 | 25 Rockin' and Rollin' Greats |           |
| 51 | 17 décembre  | Compilation                 | 20 All Time Hits of the 50's |           |
| 52 | 24 décembre  | Compilation                 | 20 All Time Hits of the 50's |           |
| 53 | 31 décembre  | Compilation                 | 20 All Time Hits of the 50's |           |

## Meilleures ventes de l'année
| Singles | Albums |
| --- | --- |
| 1. Royal Scots Dragoon Guards – Amazing Grace 2. Lieutenant Pigeon - Mouldy Old Dough 3. Donny Osmond – Puppy Love 4. Nilsson - Without You 5. The New Seekers - I'd Like to Teach the World to Sing (In Perfect Harmony) 6. Chicory Tip - Son of My Father 7. Gary Glitter - Rock & Roll 8. T.Rex - Metal Guru 9. Neil Reid - Mother of Mine 10. Don McLean - American Pie | 1. Compilation – 20 Dynamic Hits 2. Compilation - 20 All Time Hits of the 50's 3. Simon and Garfunkel - Simon and Garfunkel's Greatest Hits 4. Rod Stewart - Never a Dull Moment 5. Compilation - 20 Fantastic Hits 6. Simon and Garfunkel - Bridge over Troubled Water 7. Slade - Slade Alive! 8. Lindisfarne - Fog on the Tyne 9. Compilation - 25 Rockin' and Rollin' Greats 10. Don McLean - American Pie |